# Myiotheretes fumigatus
Myiotheretes fumigatus е вид птица от семейство Tyrannidae.

## Разпространение
Видът е разпространен във Венецуела, Еквадор, Колумбия и Перу.